# 清水阿弥
清水 阿弥（しみず あや、1982年12月23日 - ）は、日本の女性声優。ネクシードに所属していた。東京都出身。

## 出演作品

### 吹き替え
- アイス・クエイク
- アメリカン・ホラー・ストーリー（アデレイド）
- アメリカン・ホラー・ストーリー：精神科病棟（シェリー）
- アルマゲドン2012 マーキュリー・クライシス
- エンジェル・アポカリプス（ナターリア）
- グレイヴ・エンカウンターズ
- グレイヴ・エンカウンターズ2
- ゼウス〜クリスマスを守った犬（ネズミ）
- トレジャー・アイランド（リブシーの妻）
- フライペーパー!
- リゾーリ&アイルズ2（リンダ）

### ナレーション
- 公文式ビデオナレーション
- G1徳山クラウン争奪戦58周年CM
- 徳山競艇場電話投票キャンペーン
- ビューティフル・ドリーマー
- トーラス野口シリーズ 店舗用CM
- ビューティープロ 店舗用CM

### ボイスオーバー
- スマート・トラベル（#13メキシコシティとイスタパ）
- 世界・神秘の道をゆく（#21ロシア・母なるボルガ川）
- 世界・神秘の道をゆく（#22南アフリカ・人類最古の民族）

### 映画
- トミカヒーローレスキューフォース爆裂MOVIE 岩本晶監督
- 旅立ち〜足寄より 今井和久監督
- 守護天使 佐藤祐市監督
- ラビット・ホラー3D 清水崇監督

### TV
- 怨み屋本舗REBOOT（テレビ東京）
- たったひとりの反乱（NHK総合）
- お江戸ミステリー 家康が最も怖れた仕掛人（日本テレビ）
- URAKARA（テレビ東京）
- 特集ドラマ「ラジオ」（NHK総合）
- 恋愛は科学だ!（フジテレビ）

### パフォーマンスライブ
- Rose in many Colors 「Little Theater」（かしまし娘マカロン）